# Emma Moszczynski
Emma Moszczynski (* 7. Juni 2001 in Barsbüttel) ist eine deutsche Badmintonspielerin.

## Karriere
Moszczynski begann im Alter von neun Jahren in Barsbüttel Badminton zu spielen. Mit dem Wechsel auf die weiterführende Schule besuchte sie die Eliteschule des Sports in Hamburg und trat in der Jugendmannschaft des Horner TVs an. Mit dem Team siegte sie unter anderem bei den Nachwuchsmannschaftsmeisterschaften 2016 in der Spielklasse U15. Im selben Jahr wurde Moszczynski erstmals bei einem Länderspiel der U19-Nationalmannschaft eingesetzt. Bei den Jugendeuropameisterschaft 2017 erspielte sie Bronzemedaillen im Mixed mit Matthias Kicklitz und im Damendoppel mit Jule Petrikowski. In der Saison 2017/18 trat sie in der 2. Bundesliga an und wechselte nach Saisonende zum ASV Landau und ans Heinrich-Heine-Gymnasium in Kaiserslautern. Bei den Jugendeuropameisterschaften des Jahres 2018 erreichte sie mit Lukas Resch ein weiteres Mal das Podium. 2019 wurde Moszczynski, die in ihrer Jugendkarriere sechs Mal die deutschen Nachwuchsmeisterschaften gewinnen konnte, zur Jugendspielerin des Jahres gewählt. Im Folgejahr wechselte sie zum TSV Trittau und trat mit der Mannschaft in der Bundesliga an. Bei den Deutschen Meisterschaften 2021 erreichte sie mit Jonathan Persson das Halbfinale. Im September 2021 siegte Moszczynski zum ersten Mal bei einem internationalen Turnier im Erwachsenenbereich, als sie sich mit Stine Küspert bei den Ukraine International 2021 durchsetzen konnte und knüpfte noch im selben Jahr mit dem Sieg bei den Italian International 2021 an diesen Erfolg an. Als Teil der deutschen Badmintonnationalmannschaft stand sie im Aufgebot für den Uber Cup 2020 und den Sudirman Cup 2021. 2022 triumphierte Moszczynski mit Küspert bei den Ukraine Open 2022 ohne im Verlauf des Turniers einen Satz abzugeben und erspielte bei den nationalen Meisterschaften im Damendoppel und Mixed den Titel.

## Sportliche Erfolge
| Jahr | Veranstaltung                                   | Platz | Disziplin   | Spielpartner      |
| ---- | ----------------------------------------------- | ----- | ----------- | ----------------- |
| 2014 | Deutsche Nachwuchsmeisterschaft 2014            | 1.    | Damendoppel | Maria Kuse        |
| 2016 | Deutsche Nachwuchsmeisterschaft 2016            | 1.    | Damendoppel | Maria Kuse        |
| 2016 | Deutsche Nachwuchsmeisterschaft 2016            | 1.    | Mixed       | Matthias Kicklitz |
| 2016 | Deutsche Nachwuchsmannschaftsmeisterschaft 2016 | 1.    | Mannschaft  | Horner TV         |
| 2017 | Deutsche Nachwuchsmeisterschaft 2017            | 1.    | Damendoppel | Maria Kuse        |
| 2017 | Deutsche Nachwuchsmeisterschaft 2017            | 1.    | Mixed       | Matthias Kicklitz |
| 2017 | Jugendeuropameisterschaft 2017                  | 3.    | Damendoppel | Jule Petrikowski  |
| 2017 | Jugendeuropameisterschaft 2017                  | 3.    | Mixed       | Matthias Kicklitz |
| 2017 | Irish Juniors 2017                              | 1.    | Mixed       | Lukas Resch       |
| 2017 | Swedish Juniors 2017                            | 1.    | Damendoppel | Stine Küspert     |
| 2018 | Deutsche Nachwuchsmeisterschaft 2018            | 1.    | Mixed       | Matthias Kicklitz |
| 2018 | Junioreneuropameisterschaft 2018                | 3.    | Mixed       | Lukas Resch       |
| 2018 | Spanish International 2018                      | 3.    | Damendoppel | Stine Küspert     |
| 2019 | Deutsche Juniorenmeisterschaft 2019             | 1.    | Damendoppel | Jule Petrikowski  |
| 2019 | Deutsche Juniorenmeisterschaft 2019             | 1.    | Damendoppel | Lukas Resch       |
| 2020 | Deutsche Juniorenmeisterschaft 2020             | 1.    | Damendoppel | Leona Michalski   |
| 2021 | Deutsche Meisterschaft 2021                     | 3.    | Mixed       | Jonathan Persson  |
| 2021 | Ukraine International 2021                      | 1.    | Damendoppel | Stine Küspert     |
| 2021 | Italian International 2021                      | 1.    | Damendoppel | Stine Küspert     |
| 2022 | Ukraine Open 2022                               | 1.    | Damendoppel | Stine Küspert     |
| 2022 | Portugal International 2022                     | 3.    | Damendoppel | Stine Küspert     |
| 2022 | Orléans Masters 2022                            | 2.    | Damendoppel | Stine Küspert     |
| 2022 | Deutsche Meisterschaft 2022                     | 1.    | Damendoppel | Stine Küspert     |
| 2022 | Deutsche Meisterschaft 2022                     | 1.    | Mixed       | Bjarne Geiss      |